# Сарновка (Олевский район)
Сарновка (укр. Сарнівка) — село на Украине, находится в Олевском районе Житомирской области.
Код КОАТУУ — 1824485603. Население по переписи 2001 года составляет 256 человек. Почтовый индекс — 11036. Телефонный код — 4135. Занимает площадь 0,65 км².

## Адрес местного совета
11036, Житомирская область, Олевский р-н, с.Майдан, ул.Ленина, 54